# Bernhard Schwarz (Mediziner)

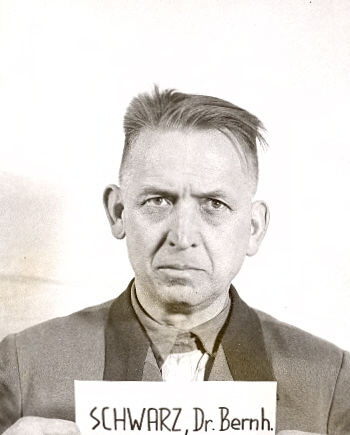
Bernhard Schwarz als Zeuge bei den Nürnberger Prozessen.

Bernhard Schwarz (* 19. März 1897 in Borken bei Bartenstein (Ostpreußen); † 30. September 1971 in Osnabrück) war ein deutscher Agraringenieur. Schwarz war unter anderem Dozent für das Fach Tierzucht an der Universität Königsberg.

## Leben und Wirken
Schwarz war der Sohn eines Lehrers. Nachdem er zunächst zu Hause unterrichtet wurde, besuchte er von 1907 bis 1915 das humanistische Gymnasium Bartenstein. Von 1915 bis 1918 nahm er am Ersten Weltkrieg teil, zuletzt im Rang eines Leutnants der Reserve.
Von 1919 bis 1922 studierte Schwarz Landwirtschaft an der Albertina-Universität Königsberg, die er mit dem Diplom und dem Doktorexamen abschloss. Von 1922 bis 1924 betätigte er sich als landwirtschaftlicher Beamter auf dem Besitz von Balow-Lugoven. Von 1926 bis 1927 war er Leiter des landwirtschaftlichen Versuchsringes Flatil in Weilburg.
Von 1927 bis 1936 war Schwarz Dozent für Tierzucht an der höheren Lehranstalt für praktische Landwirte in Elbing. Anschließend fungierte er bis 1943 als Stabsleiter II der Landesbauernschaft Ostpreußen.
1943 wurde Schwarz als Dr. phil. habil. unter Zuweisung an die naturwissenschaftliche Fakultät der Universität Königsberg zum Dozenten für das Fach Tierzucht ernannt. Am Zweiten Weltkrieg nahm Schwarz als Transportoffizier beim Stab des Generaltransportwesens Italien teil.
Nach dem Zweiten Weltkrieg wurde Schwarz im Zuge der Nürnberger Prozesse als Zeuge vernommen.
In den 1950er Jahren war Schwarz als Oberlandwirtschaftsrat Leiter der Landwirtschaftsschule in Friedeburg, Ostfriesland.

## Schriften
- Untersuchungen über den Wert der geologisch-agronomischen Karten für die praktische Landwirtschaft. (Unter besonderer Berücksichtigung der Verhältnisse auf Blatt Bartenstein), 1921. (Dissertation)